# Танагра-кео
Танагра-кео (лат. Rhodinocichla rosea) — вид птиц отряда воробьинообразных. Птицы среднего размера с тёмно-серым оперением сверху и по бокам и ярким розово-красным оперением спереди по центру. Ярко-розовое пятно над клювом и над глазами продолжается тонкой бледно-розовой или белой бровью с каждой стороны. Танагры-кео обитают в Центральной и Южной Америке, формируя пять разобщённых популяций, каждая из которых выделена в отдельный подвид. Птицы питаются беспозвоночными, семенами и фруктами, добывая пищу на земле и редко показываясь из густого подлеска. Танагры-кео строят открытые гнёзда из веток, которые помещают в густой кустарник и выстилают тонкими материалами и листьями, откладывают 2—3 яйца.
Вид был описан Рене Примевэром Лессоном в 1832 году и выделен в монотипический род танагр-кео Шарлем Люсьеном Бонапартом в 1854 году. Многие учёные высказывали свои теории о родственных отношениях танагр-кео. В разное время они относили птиц к танагровым, печниковым, древесницевым, крапивниковым или пересмешниковым. В начале XXI века танагры-кео были выделены в монотипическое семейство Rhodinocichlidae. Всемирный союз охраны природы относит их к видам под наименьшей угрозой. Предположительно, общее число составляет менее 50 тысяч особей.

## Описание
Танагры-кео — птицы среднего размера. Длина тела, по разным источникам, составляет 19 см, 19—20 см, 19,5—21,5 см или 20,3 см. Масса птиц — 43—52 г. Согласно описанию Меррилла Уэбба (Merrill Webb), у самцов длина крыла составляет 72,5—89,2 мм, хвоста — 69,6—86,9 мм, клюва — 19,3—22,9 мм, предплюсны — 25,7—30,5 мм, у самок — 65,0—89,9 мм, 65,1—80,6 мм, 18,2—20,9 мм и 25,5—28,2 мм соответственно. По предположению Уэбба, самки немного меньше самцов. Эндрю Таунсенд Петерсон с соавторами отметил, что у самок три из шести исследованных им измерений заметно меньше, чем у самцов (длина клюва, крыла и хвоста). Размеры птиц схожи с размерами настоящих дроздов (Turdus), однако они обладают уникальной окраской оперения, из-за чего их трудно перепутать.
Оперение танагры-кео серовато-коричневое или тёмно-серое. Голова сзади и по бокам, а также вся верхняя часть, включая крылья, хвост и бока птицы, — тёмно-серые или черновато-серые. Довольно широкая розово-красная область над клювом переходит в розовые области над глазами, которые за глазами и ушными раковинами продолжаются длинными тонкими белыми бровями до затылка. У самцов оперение горла и центральной части тела снизу блестящее розово-красное, по бокам груди и живота — черновато-серое. Яркая полоса начинается от подбородка и продолжается вплоть до подхвостья. В верхней части тёмное оперение со спины распространяется на грудь и образует неполный воротник. У самок розово-красное оперение замещается тёмно-коричневым, рыжевато-оранжевым или желтовато-коричневым, оперение сверху светлее, чем у самцов.
Оперение молодых птиц похоже на оперение самок, на горле и груди у них сажево-серые пятна, а брови менее выражены, чем у взрослых птиц. Из-за пятен на груди у молодых птиц воротник выражен сильнее, чем у взрослых. После первой линьки у молодого самца могут оставаться тёмные пятна на нижней стороне тела, или его оперение может напоминать оперение взрослой птицы. Чтобы предоставить описание молодых птиц, Юджин Эйзенманн исследовал коллекцию танагр-кео в Американском музее естественной истории, которая включала представителей подвидов Rhodinocichla rosea schistacea и Rhodinocichla rosea eximia.
У танагры-кео девять первостепенных маховых перьев. Девятое (внешнее) первостепенное маховое перо заметно короче второстепенных маховых перьев, восьмое первостепенное маховое перо может достигать в длину первого пера либо быть слегка короче. Самыми длинными являются седьмое, шестое, пятое и четвёртое маховые перья, которые примерно одной длины. У птиц широкий округлый хвост средней длины. Его длина примерно такая же, как и длина крыльев. Лапы тёмные, серовато-коричневые.
Длинный клюв (по другим описаниям, клюв средней длины) слегка изогнут, на конце клюва небольшой крючок. В описании американского орнитолога Роберта Риджуэя клюв примерно такой же длины, как голова, а его толщина в районе ноздрей составляет около половины длины от ноздрей до кончика клюва. Ноздри округлые. Надклювье окрашено в чёрный цвет, подклювье — в светло-серый. На клюве часто встречаются жёлтые пятна, интенсивность которых варьирует как между популяциями, так и между отдельными особями в пределах одной популяции. Радужка глаза коричневая.

### Вокализация
Вокализация танагры-кео напоминает таковую как танагровых, так и дроздов. Их чаще можно услышать, чем увидеть, так как эти пугливые птицы редко показываются из подлеска. Александр Фрэнк Скатч по наблюдениям в Коста-Рике заметил: «Сильная песня была настолько непохожа на любую другую птицу, которую я знал, что я не мог даже предположить, к какому семейству относится её исполнитель» («The powerful song was so unlike that of any other bird I knew that I could not even surmise the family relationship of its author»). Эйзенманн имел возможность услышать пение птиц в Панаме. Согласно его описанию, вокализация танагр-кео довольно монотонна, в ней отсутствуют длинные песенные фразы, присущие кривоклювым (Toxostoma), певчим (Mimus) или кошачьим пересмешникам (Dumetella), скорее их можно сравнить с Thryothorus. Песни танагр-кео включают большое разнообразие звуков, которые записываются как «cho-oh, chowee», «wheeo-cheehoh, chweeoo», «chee-oo».
В густых зарослях самцы и самки исполняют песни вместе и часто перекликаются в лесу, хотя у самок голос не такой сильный, как у самцов. В дуэте птицы поют различные фразы одной песни по очереди. Возможно, их вокализация является более важным средством объединения пары, чем визуальный поиск. Пытаясь определить родство танагр-кео, Скатч сравнивал песни дуэтом с вокализацией Toxostoma redivivum и коричневого кривоклювого пересмешника (Toxostoma rufum), а Эйзенманн — с хабиями (Habia), красным кардиналом (Cardinalis cardinalis) и Saltator maximus.
Позывки танагры-кео заметно тише, чем их же песни, чаще всего их обозначают как «chowk», «hu-weep» или «queo». Их можно услышать по утрам или во второй половине дня. Последняя позывка легла в основу названия вида на нескольких языках, включая немецкий и французский.

## Распространение
Танагры-кео обитают в Центральной и Южной Америке на территории таких стран, как Колумбия, Коста-Рика, Мексика, Панама и Венесуэла. Они формируют пять разобщённых популяций, каждая из которых выделена в отдельный подвид. Непосредственная площадь лоскутного ареала составляет 148 000 км², при этом отдельные участки распределены на территории площадью 3 020 000 км² (англ. estimated extend). Среди других видов птиц с разобщёнными популяциями Петерсон упомянул малого солдатского ара (Ara militaris), перуанскую разноцветную сойку (Cyanocorax yncas), хохлатую (Cyanocorax dickeyi) и голощёкую разноцветную сойку (Cyanocorax mystacalis), Cypseloides storeri и белогорлого американского стрижа (Cypseloides cryptus), Lophornis brachylopha и красночубую кокетку (Lophornis delattrei), Thalurania ridgwayi и Thalurania colombica, белокрылую горлицу (Zenaida asiatica), он особенно отметил Cyanocorax sanblasianus, который, как и танагры-кео, обитает на западе Мексики и в штате Герреро. По словам учёного, обычно такой разобщённый ареал характерен для видов, разделённых горными хребтами или обитающих в изолированных горах, однако в случае танагр-кео территории между участками, на которых обитают птицы, также кажутся подходящими для обитания.
Танагры-кео обитают в зарослях кустарника в лесных массивах, во вторичных лесах, на опушках леса или на плантациях. При этом, по одним данным, заросли могут быть как влажные, так и засушливые, а по другим — располагаться в пустынях и полупустынях. В Мексике они предпочитают терновники, в Коста-Рике — заросли арундинарии. Птицы ведут оседлый образ жизни. Различные популяции обитают на разной высоте над уровнем моря, но не выше 1700 м.
Всемирный союз охраны природы относит птиц к видам под наименьшей угрозой (LC). Предположительно, общее число птиц составляет менее 50 тысяч особей, такая оценка была получена организацией Partners in Flight. Согласно исследованиям Берланги (Berlanga) и других (2010), за последнее столетие в Мексике численность вида снизилась на 15—49 %. Учитывая изолированные популяции танагр-кео, долгосрочная выживаемость мексиканского подвида вызывает у учёных серьёзную озабоченность. Основную угрозу популяции представляет потеря среды обитания из-за разрастания городов и увеличения сельскохозяйственных площадей. Площадь лесных массивов уменьшилась во всех странах, в которых обитают танагры-кео. В частности, в 1990-е годы в Мексике вырубали около 354 гектаров леса ежегодно, в 2000-е годы — 195 гектаров ежегодно. Вырубка лесов приводит к ещё большей фрагментации ареала.

## Питание
Танагры-кео питаются беспозвоночными (в основном насекомыми), семенами и фруктами. Особенности рациона изучены слабо. Содержимое желудков представлено несколькими видами жуков (в том числе долгоносиков (Curculionidae), жужелиц (Carabidae)), настоящих щитников (Pentatomidae), муравьёв (Formicidae) и пауков (Araneae), а также семенами осоки, проса. Кроме того, в желудках были обнаружены кости лягушек и песок. По описанию Кларка, данному в 1913 году, в рацион танагр-кео входит четыре вида жуков, семена осоки. Кларк также отметил, что птицы глотают крупный песок.
Питаются танагры-кео в основном на земле, редко показываются из подлеска и ныряют в него обратно, как только замечают, что за ними ведётся наблюдение. В поисках пищи они отбрасывают клювом листья. Данный способ добычи пищи Эйзенманн сравнивал с таковым как у пересмешников, так и у красноглазых тауи (Pipilo erythrophthalmus) и, возможно, корнихонов (Calyptophilus). После того, как деревья и кустарники сбрасывают листья, птиц можно заметить через менее густые заросли по шуму, который они издают, роясь в сухой листве. С приходом дождей опавшая листва перестаёт шуметь, и птиц снова становится трудно обнаружить.
Танагры-кео обычно кормятся в одиночку или парами и не присоединяются к стаям.

## Размножение
В Мексике размножение птиц отмечали в июле, в Коста-Рике — в январе — сентябре, на севере Венесуэлы — в мае — июне. В феврале в Коста-Рике Скатч отмечал пару с двумя молодыми птицами, только недавно покинувшими гнездо. Танагры-кео моногамны.
В строительстве гнезда принимают участие обе птицы. Танагры-кео строят открытое гнездо из веток, которое помещают в густой кустарник и выстилают тонкими материалами и листьями. Иногда они готовят для него платформу из палочек. Скатч обнаружил гнездо, сделанное в основном из частей листьев Calliandra calothyrsus, 16 апреля 1936 года в густом кустарнике около реки Буэна-Виста (исп. Rio Buena Vista) в метре от земли. На основе фотографии гнезда, сделанной Полом Шварцем (Paul Schwartz) и опубликованной Эрнестом Томасом Гиллиардом в 1958 году, Эйзенманн отметил его схожесть с гнездом красноголовой пиранги (Piranga ludoviciana). Около гнезда птицы, как самец, так и самка, демонстрируют агрессивное поведение.
Самки откладывают 2—3 яйца. Скатч описал два яйца, обнаруженных им в 1936 году, а Питер Олден (Peter Alden) в 1969 году — гнездо с тремя птенцами. По словам Скатча, яйца были белого цвета с черноватыми узорами и пятнами, которые случайным образом были расположены на всей поверхности, кроме острого конца яйца. Их размеры составляли 25,4 × 18,7 мм и 24,6 × 19,1 мм. По описанию Шварца, яйца больше всего напоминали таковые у Saltator coerulescens и Ramphocelus carbo.
Информация о развитии птенцов отсутствует. Скатчу не удалось наблюдать выведение птенцов, так как через несколько дней сначала одно, а затем и другое яйцо пропали из гнезда. В качестве одного из признаков для отнесения птиц к танаграм учёные отмечали, что у птенцов рот внутри красный. Насиживанием и кормлением птенцов также занимаются и самец, и самка.
Информация о возрасте полового созревания и продолжительности жизни отсутствует.

## Подвиды
Эндрю Таунсенд Петерсон (Andrew Townsend Peterson), Натан Райс (Nathan H. Rice) и Адольфо Наварро-Сигуенса (Adolfo G. Navarro-Sigüenza) в 2004 году опубликовали исследование различных подвидов танагры-кео. По словам учёных, различия между подвидами «кажутся случайным образом собранными характеристиками отдельных групп, и чёткие географические тенденции или предсказуемые комбинации, видимо, не существуют» («seem randomly assorted with regard to other characteristics and populations, and … clear geographic trends or predictable combinations to not appear to exist»). Учёные выделяли две основные различающиеся характеристики: более серое оперение сверху у птиц, обитающих в Мексике и Южной Америке, по сравнению с более чёрным оперением сверху у особей из Центральной Америки, а также менее заметные брови у птиц, обитающих в Колумбии и на северо-западе Венесуэлы, по сравнению с заметными светлыми бровями птиц из Мексики и с севера Венесуэлы.
Международный союз орнитологов выделяет пять подвидов:
- Rhodinocichla rosea schistacea Ridgway, 1878;
- Rhodinocichla rosea eximia Ridgway, 1902;
- Rhodinocichla rosea harterti Hellmayr, 1918;
- Rhodinocichla rosea beebei Phelps & Phelps Jr., 1949;
- Rhodinocichla rosea rosea (Lesson, 1832).

R. r. schistacea обладает неярким серым оперением в верхней части, одинакового оттенка у самцов и самок, относительно длинным хвостом и крыльями. Брови заметно выделяются, а на относительно длинном клюве жёлтые пятна почти отсутствуют. Общая длина тела самца составляет 200—219 мм, крыла — 86—90 мм, хвоста — 86,5—93 мм, самки — 197—208 мм, 83—85 мм, 83—86 мм соответственно. Поначалу учёные не выделяли подвидов танагры-кео, птицы были описаны как Rhodinocichla rosea, но Риджуэй в 1878 году выделил этот подвид, который некоторое время рассматривался как отдельный вид. R. r. schistacea обитает на западе Мексики, встречается в регионе от южных районов штата Синалоа до западных районов штата Мичоакан, в штатах Халиско, Колима, Наярит. Кроме того, была обнаружена изолированная популяция в районе лагуны Трес-Палос (исп. Laguna Tres Palos) около Акапулько в Герреро. Последняя отличается менее толстым клювом и более короткой длиной предплюсны у самцов, что, возможно, указывает на генетическую изолированность двух участков. О такой изолированности также свидетельствует отсутствие каких-либо наблюдений танагр-кео на участке от реки Некспа (исп. Rio Nexpa) в Мичоакане до муниципалитета Текпан-де-Галеана в Герреро.
R. r. eximia обладает более тёмным, черноватым оперением вверху. У этого подвида заметно выделяются брови, широкая полоса чистого розово-красного цвета становится заметной уже непосредственно над глазом и переходит в тонкую белую или бледно-розовую бровь. На глубоком и широком клюве много жёлтых отметин. У птиц также относительно длинная предплюсна. Общая длина тела самца составляет 190—201 мм, крыла — 83—88 мм, хвоста — 81—89 мм, у самки — 180—190 мм, 77—82,5 мм, 77—84 мм соответственно. Риджуэй выделил птиц в отдельный подвид в 1902 году. R. r. eximia обитает на западе Панамы и на юго-западе Коста-Рики, на тихоокеанских склонах восточнее провинции Сан-Хосе в Коста-Рике и на карибских склонах в районе провинций Кокле и Колон в Панаме. Скатч отмечал, что птицы встречаются в долине реки Терраба, в низовьях Буэна-Виста на высоте около 900 м над уровнем моря, а также в районе кантона Оса.
R. r. harterti обладает неярким серым оперением в верхней части, одинакового оттенка у самцов и самок, довольно коротким хвостом и крыльями. У птиц отсутствуют яркие брови, клюв относительно короткий. Подвид обитает на севере Колумбии: в северных и западных районах у подножия Сьерра-Невада-де-Санта-Марта и на западе полуострова Гуахира, на восточном склоне Центральных Анд у вулкана Толима и на западном склоне в районе Северного Сантандера, ареал простирается на юг до Кундинамарки.
R. r. beebei обладает неярким серым оперением в верхней части, одинакового оттенка у самцов и самок, довольно коротким хвостом и крыльями. У самцов практически отсутствуют брови, в то время как у самок они ярко выражены, клюв относительно короткий. Подвид обитает на горных склонах Сьерра-де-Периха на границе между Колумбией и Венесуэлой. Ареал этого подвида находится лишь в 75 км от ареала R. r. harterti. Географически это самые близкие друг к другу подвиды танагры-кео.
R. r. rosea обладает неярким серым оперением в верхней части, одинакового оттенка у самцов и самок, довольно коротким хвостом и крыльями. Брови заметно выделяются, клюв также относительно короткий. Обитает на северном побережье Венесуэлы в районе Сан-Луиса и в горах на побережье штатов Яракуй, Миранда, Гуарико (на самом крайнем севере) и Столичного округа.
Петерсон не смог обнаружить закономерностей в географическом распределении морфологических характеристик различных подвидов или предположить эволюцию подвидов на их основе. По географическому признаку он предложил разделить таксон на четыре вида: отдельные виды для популяций Мексики, Панамы и Коста-Рики, Колумбии и северо-западной Венесуэлы, северной Венесуэлы. Такое деление, однако, требует подтверждения репродуктивной изоляции географических групп, которое пока не получено.

## Систематика
Танагра-кео была описана в 1832 году французским натуралистом Рене Примевэром Лессоном, который дал таксону название Furnarius roseus. В 1853 году немецкий зоолог Карл Иоганн Густав Хартлауб выдел птиц в отдельный род. В 1849 году Хартлауб описал вид Turdus vulpinus на основе экземпляра самки из Каракаса, хранящегося в Гамбургском историческом музее. Французский орнитолог Шарль Люсьен Бонапарт в 1854 году выделил его в род Cichlalopia, который впоследствии был признан синонимом Rhodinocichla roseus.
В разное время учёные относили танагр-кео к танагровым (Thraupidae), печниковым (Furnariidae), древесницевым (Parulidae), крапивниковым (Troglodytidae) и пересмешниковым (Mimidae). Основную сложность для классификации рода, по мнению Скатча, представляет тот факт, что птицы, внешне похожие на пересмешников или крапивников, обладают не десятью маховыми перьями, как представители этих семейств, а только девятью — как лесные певуны или танагры. На основании схожего внешнего вида Лессон отнёс вид к печниковым. В 1853 году Хартлауб, выделив птиц в отдельный род, отнёс его в широком смысле к певчим воробьиным. В 1902 году американский орнитолог Роберт Риджуэй отнёс род к древесницевым, хотя полагал, что его размеры сильно отличаются от размеров остальных представителей семейства, но, по его мнению, танагр-кео не следовало относить к пересмешникам или крапивникам. Также к древесницевым танагры-кео были отнесены Вебстером (Webster) в 1988 году.
Кларк в 1913 году отнёс род к танагровым, посчитав его находящимся в близком родстве с тростниковыми танаграми (Mitrospingus). Кларк исследовал морфологические характеристики заспиртованных образцов из Музея сравнительной зоологии в Гарварде, его анализ включал структуру нёба, грудины, строение клюва, крыльев и хвоста. Скатч в 1962 году полагал, что, несмотря на характеристики, выделенные Кларком, отнесение танагр-кео к танагровым ошибочно. По его словам, никакие танагры никогда не добывают пищу, копаясь в опавшей листве на земле, не поют дуэтом, не строят гнездо или следят за потомством совместно. Скатч предлагал отнести род к пересмешникам, помимо вокализации основывая своё мнение на сходстве гнезда с гнёздами кривоклювых (Toxostoma) и черноухих (Melanotis) пересмешников, либо выделить в отдельное семейство. Ему оппонировал Эйзенманн, который обращал внимание, что десятое маховое перо пересмешников хорошо развито и что его отсутствие у кео не может быть проигнорировано, так же как и половой диморфизм танагр-кео, яркое оперение, строение костей и мышц, отвечающих за управление языком. Располагая танагру-кео среди воробьинообразных Америки с девятью маховыми перьями, Эйзенманн отметил, что она более близка к корнихону (Calyptophilus frugivorus), который не был включён в исследования Кларка. В 1997 году Джиллс Сьютин (Gilles Seutin) и Элдридж Бермингем (Eldredge Bermingham) на основе анализа последовательности митохондриальной ДНК показали, что вид не может относиться к пересмешникам, а схожие признаки являются результатом конвергентной эволюции. Учёные не могли установить положение рода из-за запутанной классификации близлежащих таксонов: настоящих танагр (Tangara), трауписов (Thraupis), расписных танагр (Ramphocelus), а также древесницевых и кардиналовых (Cardinalinae).
Кит Баркер (F. Keith Barker) и другие в 2013 году опубликовали результаты молекулярных исследований около 200 видов обитающих в Америке воробьинообразных птиц с девятью маховыми перьями. По результатам анализа Баркера и других, танагры-кео составляют древнюю группу, сестринскую по отношению к древесницевым, овсянковым (Emberizidae) и остальным семействам воробьинообразных Нового Света с девятью маховыми перьями, за исключением подорожниковых (Calcariidae).